# Aspicilia americana
Aspicilia americana är en lavart som beskrevs av B. de Lesd. Aspicilia americana ingår i släktet Aspicilia och familjen Megasporaceae.   Inga underarter finns listade i Catalogue of Life.